# Edmund Minahan
Edmund Minahan (Edmund Joseph „Cotton“ Minahan; * 10. Dezember 1882 in Springfield, Ohio; † 20. Mai 1958 in East Orange, New Jersey) war ein US-amerikanischer Sprinter.
Obwohl er erst 17 Jahre alt war, wurde er für die Olympischen Spiele 1900 in Paris nominiert. Dort wurde er im 60-Meter-Lauf Sechster und erreichte das Halbfinale des 100-Meter-Laufs.
Edmund Minahan startete für die Georgetown University. 1907 spielte er als Pitcher in der Baseball-Mannschaft Cincinnati Reds.